# Copa de España de fútbol americano 2013
La Copa de España de fútbol americano 2013 es la XVIII edición de la Copa de España de fútbol americano, correspondiente a la temporada 2012/2013. La organiza por primera vez en su historia la recién creada Federación Española de Fútbol Americano.
Las Rozas Black Demons, Badalona Dracs, Valencia Firebats y Valencia Giants disputaron una eliminatoria de cuartos de final para poder clasificarse para las semifinales, en las que se encontraban clasificados automáticamente Rivas Osos y L'Hospitalet Pioners.

## Cuadro
|  | Cuartos de final             | Cuartos de final             |                      |                        | Semifinales            | Semifinales            |    |  | Final                   | Final                   |  |
|  | 11 y 18 de noviembre de 2012 | 11 y 18 de noviembre de 2012 |                      |                        | 2 de diciembre de 2012 | 2 de diciembre de 2012 |    |  | 15 de diciembre de 2012 | 15 de diciembre de 2012 |  |
|  |                              |                              |                      |                        |                        |                        |    |  |                         |                         |  |
|  |                              |                              |                      |                        |                        |                        |    |  |                         |                         |  |
|  | Las Rozas Black Demons       | 16                           |                      |                        |                        |                        |    |  |                         |                         |  |
|  | Las Rozas Black Demons       | 16                           |                      |                        |                        |                        |    |  |                         |                         |  |
|  | Badalona Dracs               | 9                            |                      |                        |                        |                        |    |  |                         |                         |  |
|  | Badalona Dracs               | 9                            |                      | Las Rozas Black Demons | 14                     |                        |    |  |                         |                         |  |
|  |                              |                              |                      | Las Rozas Black Demons | 14                     |                        |    |  |                         |                         |  |
|  |                              |                              | L'Hospitalet Pioners | 24                     |                        |                        |    |  |                         |                         |  |
|  |                              |                              | L'Hospitalet Pioners | 24                     |                        |                        |    |  |                         |                         |  |
|  |                              |                              |                      |                        |                        |                        |    |  |                         |                         |  |
|  |                              |                              |                      |                        |                        |                        |    |  |                         |                         |  |
|  |                              |                              |                      |                        |                        | L'Hospitalet Pioners   | 20 |  |                         |                         |  |
|  |                              |                              |                      |                        |                        |                        | 20 |  |                         |                         |  |
|  |                              |                              | Rivas Osos           | 10                     |                        |                        |    |  |                         |                         |  |
|  |                              |                              | Rivas Osos           | 10                     |                        |                        |    |  |                         |                         |  |
|  |                              |                              |                      |                        |                        |                        |    |  |                         |                         |  |
|  |                              |                              |                      |                        |                        |                        |    |  |                         |                         |  |
|  |                              | Valencia Firebats            | 14                   |                        |                        |                        |    |  |                         |                         |  |
|  |                              |                              | 14                   |                        |                        |                        |    |  |                         |                         |  |
|  |                              |                              | Rivas Osos           | 19                     |                        |                        |    |  |                         |                         |  |
|  | Valencia Giants              | 6                            | Rivas Osos           | 19                     |                        |                        |    |  |                         |                         |  |
|  | Valencia Giants              | 6                            |                      |                        |                        |                        |    |  |                         |                         |  |
|  | Valencia Firebats            | 25                           |                      |                        |                        |                        |    |  |                         |                         |  |
|  | Valencia Firebats            | 25                           |                      |                        |                        |                        |    |  |                         |                         |  |
|  |                              |                              |                      |                        |                        |                        |    |  |                         |                         |  |

## Datos de la final
| Fecha                           | Campeón              | Subcampeón | Resultado | Estadio                                                                        |
| ------------------------------- | -------------------- | ---------- | --------- | ------------------------------------------------------------------------------ |
| 15 de diciembre de 2012 (16.00) | L'Hospitalet Pioners | Rivas Osos | 20-10     | Estadio Ciudad de Rivas (Polideportivo Cerro del Telégrafo), Rivas-Vaciamadrid |

MVP de la Final de la XVIII Copa de España: Ramón Figueroa (quarterback de Pioners).